# Sampan

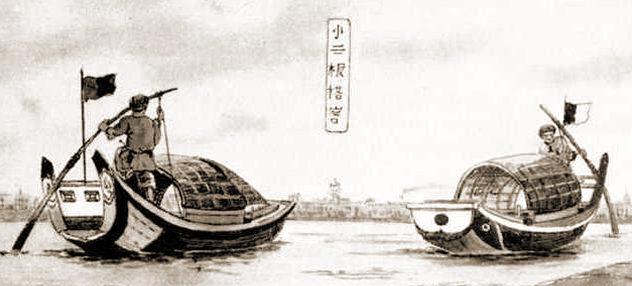
Historisk avbildning

Sampan (kinesiska 舢舨) är en flatbottnad kinesisk och sydöstasiatisk träbåt, vanligen utrustad med välvd ruff och framdriven genom vrickning eller med segel. Den används för transport av passagerare eller varor.